# Jaroslava Potměšilová
Jaroslava Potměšilová   (Praga, 1 de setembre de 1936 - 23 de febrer de 2024) va ser una organista txeca. Va estudiar orgue al Conservatori de Praga amb Josef Kubáně i es va graduar a la Facultat de Música de l'Acadèmia d'Arts Escèniques de Praga amb Jiří Reinberger.
Va ser llorejada d'alguns concursos internacionals, per exemple, al Prague Spring (3r premi el 1966), i al Concurs d'Orgue de Gant (1964). Va fer una sèrie d'enregistraments per a Supraphon. També va treballar pedagògicament a l'Acadèmia d'Arts Escèniques de Praga, al Conservatori de Praga i al Conservatori Jaroslav Ježek. Els seus alumnes inclouen, per exemple, Jan Kalfus, Václav Uhlíř i Eva Bublová.

## Enregistraments
- Johann Sebastian Bach: - Jaroslava Potměšilová / Alena Veselá - Tocata i fuga en re menor bwv. "Sarpe" (1981)[2]
- Jaroslav Vodrážka / Jaroslava Potměšilová / Petr Sovadina / Ivan Sokol - Fugues d'orgue del barroc i clàssics txecs (1971)[2]
- Eugen Suchoň - Filharmònica Txeca, Václav Neumann, Jaroslava Potměšilová - Fantasia Na B/A/C/H/ Caleidoscopi "Supraphon" (1973)[2]
- Jaroslava Potmesilova - Música d’orgue barroca alemanya "Supraphon" (1973)[2]
- Jaroslav Vodrazka, Ivan Sokol / Jaroslava Potmesilova - Varhanni Fugy "Panton" (1972)[2]
- Documental A Colorful Tale of a Flying Comet del director Václav Kučera (2015).[3]